# Tushita
Tuṣita [tʉʃita] im Sanskrit oder Tusita im Pali (in der Literatur auch Tuschita oder Tushita geschrieben) ist eine himmlische Welt, in der sich der kommende Buddha Maitreya derzeit befinden soll. Von verschiedenen buddhistischen Gelehrten, Weisen und Heiligen wird erzählt, sie hätten eine Reise nach Tuṣita unternommen, um sich dort von Maitreya unterrichten zu lassen. So sollen z. B. einige tantrische Lehren auf Maitreya zurückgehen, der sie einem dieser „Besucher“ erklärt habe.